# MKM球場
MKM球場（英語：MKM Stadium）是赫爾河畔京斯敦（侯城）的多用途運動場，可供舉行足球比賽、欖球比賽及流行音樂會。
球場前稱京斯敦通訊運動場（Kingston Communications Stadium），簡稱運動場（KC Stadium），以運動場的贊助商京斯敦通信的名字命名，隨著贊助商更名現時稱為KCOM 運動場（KCOM Stadium），
運動場由侯城足球會及侯城欖球會（欖球聯盟）共同作主場使用。運動場可容納25,404名全座席觀眾，作不對稱的碗形設計，下層約可容20,000觀眾，西看台的上層可容超過5,000觀眾，東看台將來可加建上層看台使容量增至30,000觀眾。與運動場相鄰的包括有1,500座的幾何科技體育館、溜冰場、兩個全天候多用途球場、社區學習地帶（包括課室、電腦室、圖書館及健身房）及咖啡廳/酒吧。
運動場建築時間為期14個月，整項工程耗資4400萬鎊，在2002年12月18日啟用，由侯城與友賽，1-0侯城獲勝。KC運動場成為國際欖球聯賽的比賽球場，包括英澳紐三國欖球賽（三國賽）及英澳對抗賽（白蠟樹賽）。於2005年被足球迷投票選為最佳足球場。

## 圖集

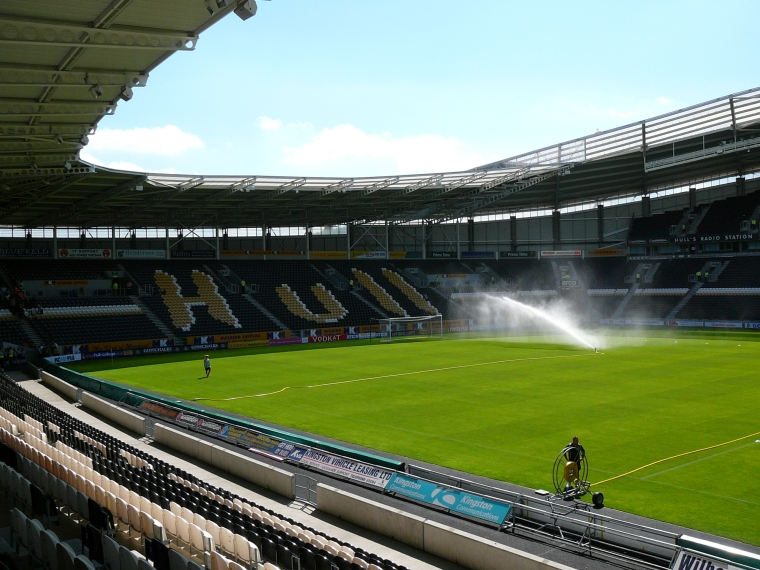
MKM南看台
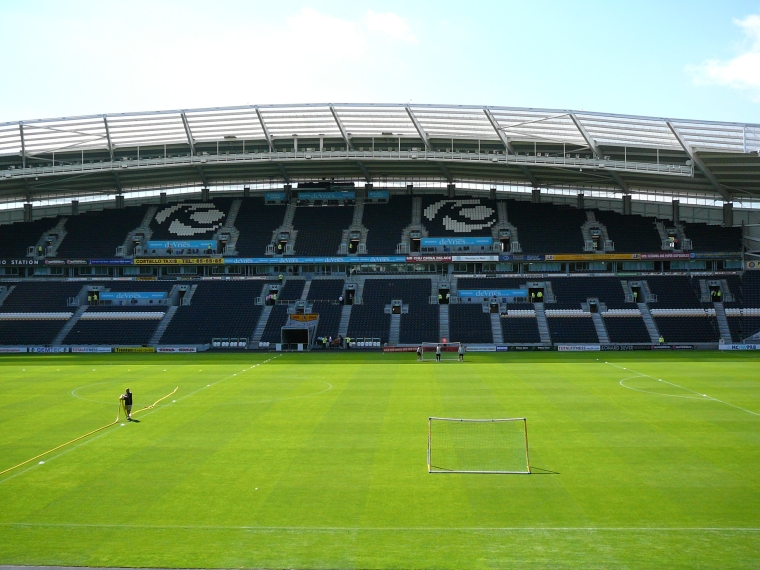
Ebuyer.com西看台
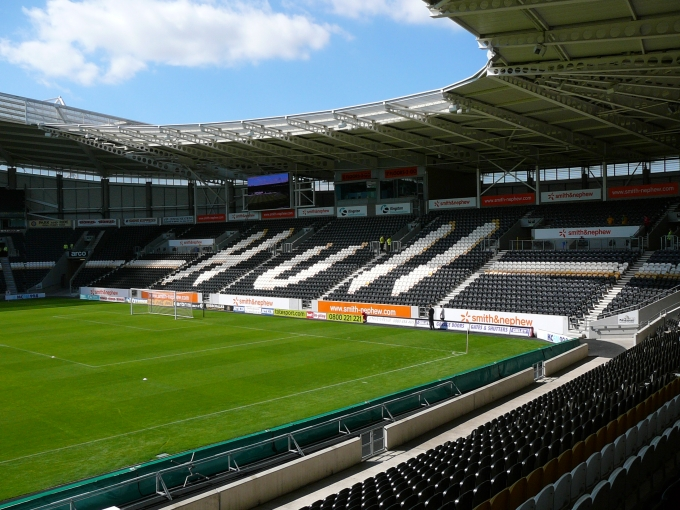
Smith & Nephew北看台
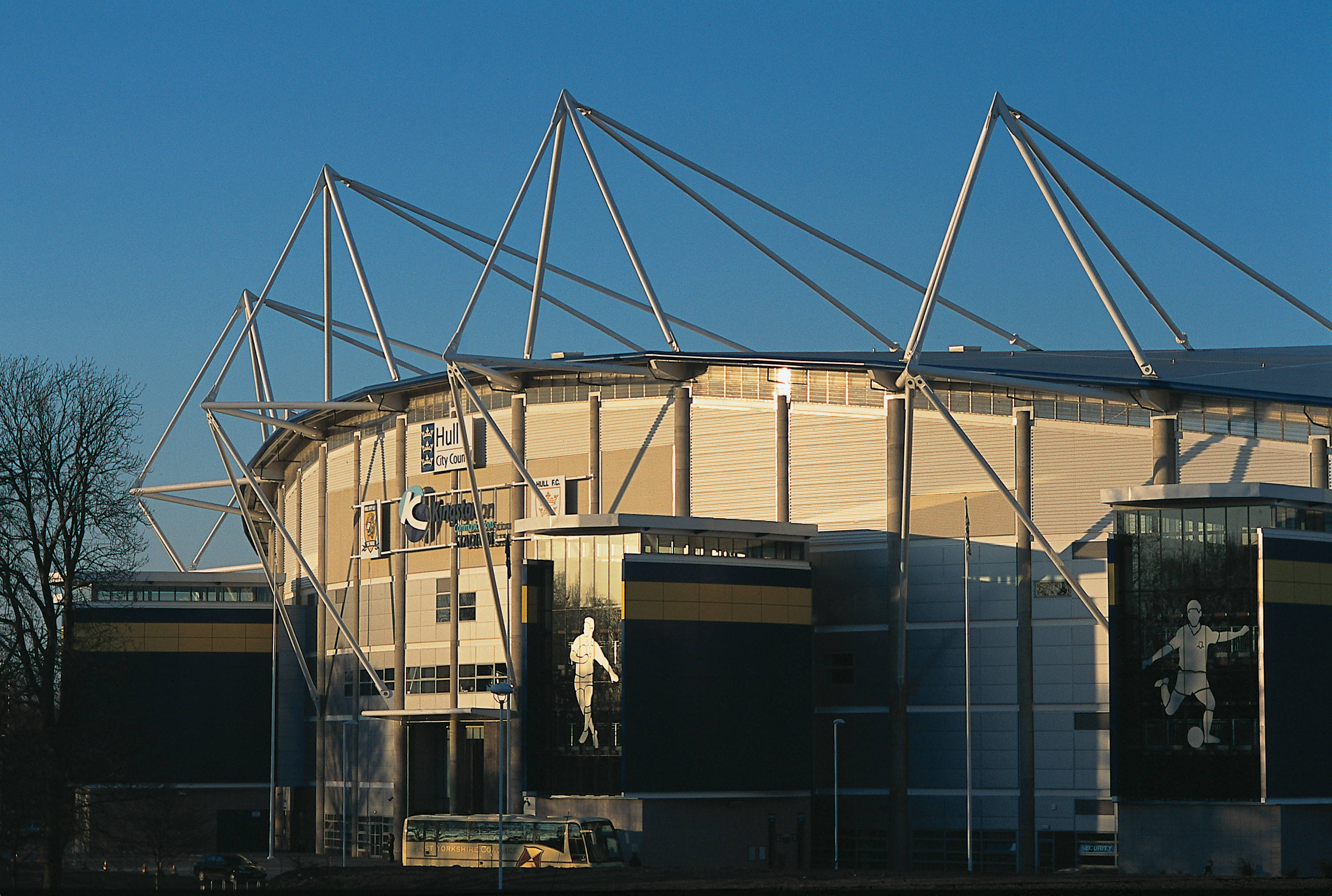
日間的KC球場
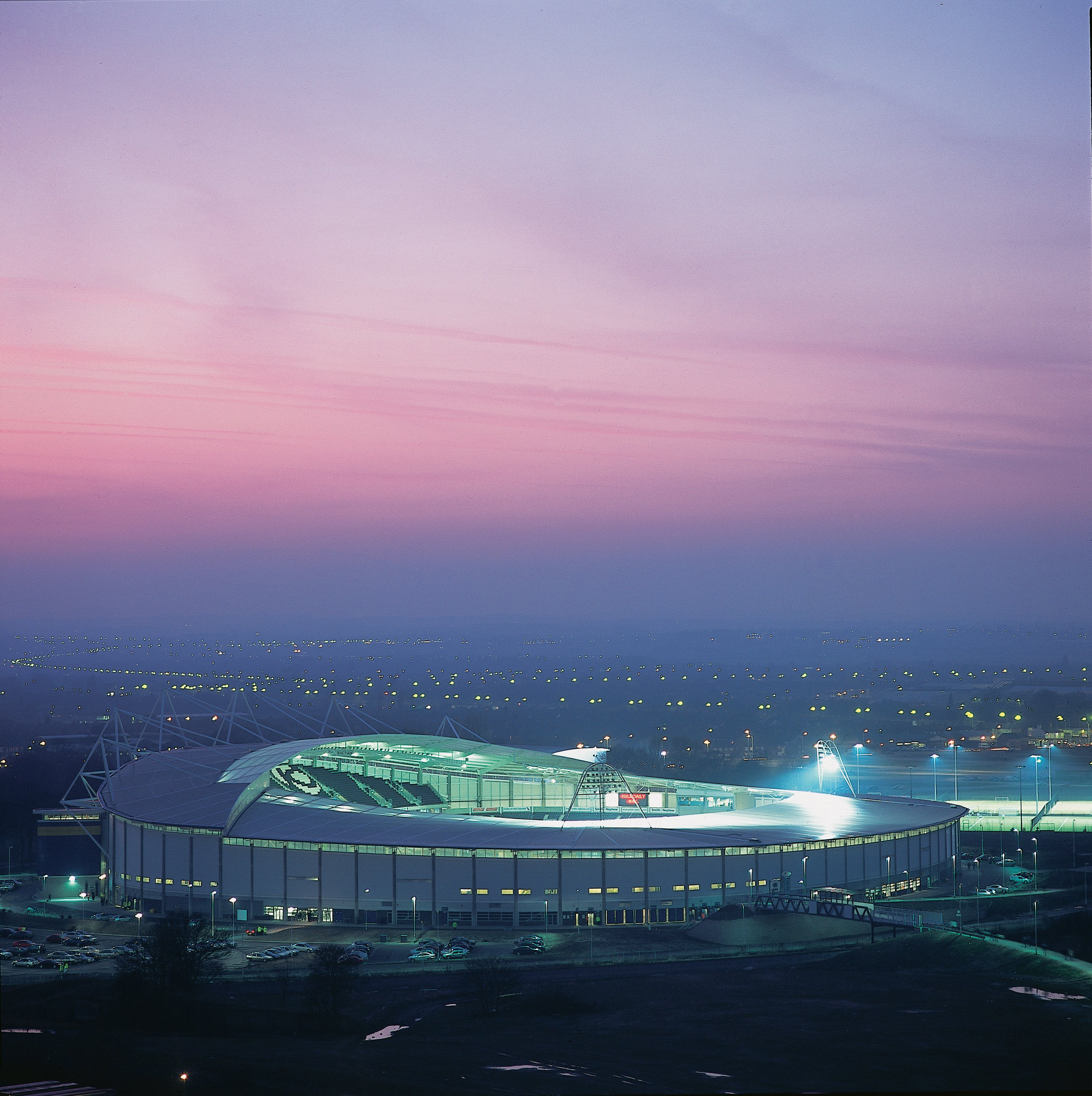
夜間的KC球場遠景